# Понцоне
Понцоне (итал. Ponzone) је насеље у Италији у округу Алесандрија, региону Пијемонт.
Према процени из 2011. у насељу је живело 150 становника. Насеље се налази на надморској висини од 602 м.

## Становништво
| 1931. | 1936. | 1951. | 1961. | 1971. | 1981. | 1991. | 2001. | 2011. |
| ----- | ----- | ----- | ----- | ----- | ----- | ----- | ----- | ----- |
| 3.848 | 3.428 | 2.676 | 1.906 | 1.438 | 1.279 | 1.120 | 1.206 | 1.071 |